# Orgilokh Dagvadorj
Orgilokh Dagvadorj (1999) è un lottatore mongolo, specializzato nella lotta libera.

## Palmarès
- Campionati asiatici

Ulaanbaatar 2022: argento nei 92 kg.